# Österleden, Uppsala
Österleden är en väg i Uppsala som går från Gränby vid Gränbystaden och leder till Gamla Uppsala. Den ansluter också till motorvägen på E4 och till Bärbyleden. Den passerar Nyby. Vägen har sitt slut där den korsar Vaksalagatan och möter även Fyrislundsgatan.